# اسماعیل (ولایت سرپل)
اسماعیل یک منطقهٔ مسکونی در افغانستان است که در سانچارک واقع شده‌است.